# Albepierre-Bredons

Albepierre-Bredons este o comună în departamentul Cantal, Franța. În 1 ianuarie 2022 avea o populație de 240 de locuitori.